# Vladimír Poupa
Vladimír Poupa (* 12. února 1950) je bývalý český fotbalista, levé křídlo. Po skončení aktivní kariéry působil na regionální úrovni jako trenér.

## Fotbalová kariéra
V československé lize hrál za SONP Kladno. Dal 5 ligových gólů. V sezoně 1970/71 byl s 22 góly nejlepším střelcem 2. československé fotbalové ligy. V lednu 1979 přestoupil do Lokomotivy Kladno.

## Ligová bilance
| Ročník                                   | Zápasy | Góly | Minuty | Klub              |
| ---------------------------------------- | ------ | ---- | ------ | ----------------- |
| 2. československá fotbalová liga 1968/69 | –      | –    | –      | SONP Kladno       |
| 1. československá fotbalová liga 1969/70 | 27     | 5    | 2 163  | SONP Kladno       |
| 2. československá fotbalová liga 1970/71 | –      | 19   | –      | SONP Kladno       |
| 2. československá fotbalová liga 1971/72 | –      | –    | –      | SONP Kladno       |
| 2. československá fotbalová liga 1972/73 | –      | –    | –      | SONP Kladno       |
| 2. československá fotbalová liga 1973/74 | –      | 4    | –      | SONP Kladno       |
| 2. československá fotbalová liga 1974/75 | –      | 6    | –      | SONP Kladno       |
| 2. československá fotbalová liga 1975/76 | –      | 1    | –      | SONP Kladno       |
| 2. československá fotbalová liga 1976/77 | –      | 5    | –      | SONP Kladno       |
| Česká národní fotbalová liga 1977/78     | –      | –    | –      | Poldi SONP Kladno |
| Česká národní fotbalová liga 1978/79     | –      | –    | –      | Poldi SONP Kladno |
| CELKEM 1. liga                           | 27     | 5    | 2 163  |                   |